# Buta Airways
Pour les articles homonymes, voir Buta (homonymie).
Buta Airways est un transporteur à bas prix azerbaïdjanais dont le siège est à Bakou, avec comme base opérationnelle principale l'aéroport international Heydar Aliyev de Bakou. Il s'agit d'une filiale à 100% d'Azerbaijan Airlines, avec qui elle a fusionné le 1er octobre 2023.

## Histoire
En décembre 2016, Azerbaijan Airlines annonce vouloir créer sa propre compagnie aérienne à bas prix nommée AZALJet. Après un an d'exploitation, il a été décidé qu'AZALJet serait remplacé par une nouvelle compagnie aérienne nommée Buta Airways, qui disposerait d'une flotte de deux avions Embraer dans sa propre livrée et son propre personnel et avec une politique tarifaire indépendante.
Le 2 juin 2017, la livrée et le logotype de la compagnie aérienne voient le jour. Le logo reflète le symbolisme de l'oiseau sacré mythologique Simurg, représenté sous la forme de l'ornement azerbaïdjanais « buta ». Sur la section arrière et avant de l'avion, les motifs « buta » sont dessinés en bleu, ce qui représente les liens de la compagnie aérienne avec Azerbaijan Airlines, et également en rouge vif, qui fait référence au drapeau de l'Azerbaïdjan.
En juin 2017, la compagnie aérienne a annoncé que son billet d'avion minimum pour un aller simple débutera à 29 euros. En dépit d'être une compagnie aérienne à bas prix, Buta Airways propose gratuitement des sandwichs et de l'eau à bord à tous ses clients. Les passagers peuvent acheter des services supplémentaires, notamment des bagages, des repas chauds et la sélection de sièges, moyennant des frais supplémentaires,.
Le 16 janvier 2018, Buta Airways a commencé son premier service vers une destination au sein de l'Union européenne, avec un service hebdomadaire vers Sofia. Plus tard cette année-là, en décembre, Buta Airways a accueilli son huitième avion Embraer 190.
En 2019, Buta Airways a ajouté Batoumi, Oufa et Odessa à son réseau pour arriver à 18 destinations.

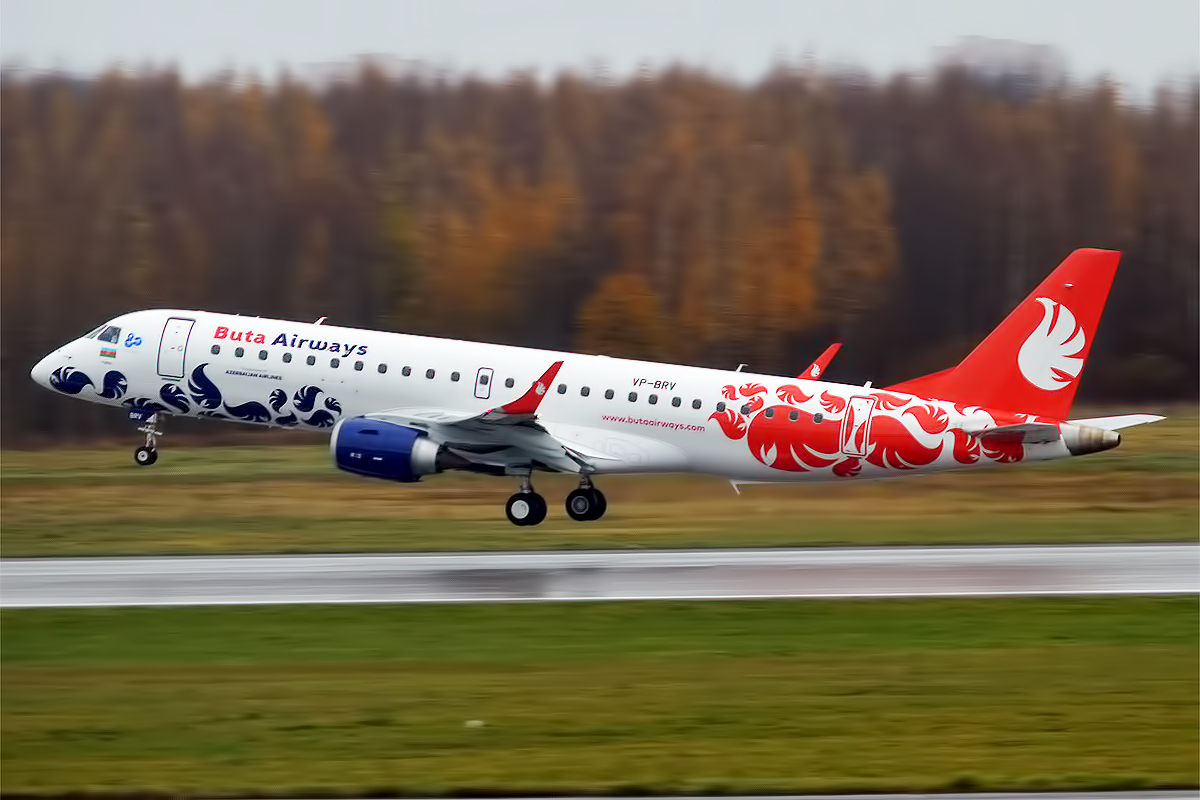
Buta Airways, VP-BRV, Embraer ERJ-190LR.

## Destinations
En janvier 2019, Buta Airways prévoit de voler vers 18 destinations, dans 7 pays.
| City              | Country         | Aéroport                                             | Notes                                         | Refs   |
| ----------------- | --------------- | ---------------------------------------------------- | --------------------------------------------- | ------ |
| Ankara            | Turquie         | Aéroport international Esenboğa                      |                                               | [ 8 ]  |
| Astrakhan         | Russie          | Aéroport Narimanovo                                  |                                               | ,      |
| Bakou             | Azerbaïdjan     | Aéroport international Heydar Aliyev de Bakou        | Plate-forme de correspondance de la compagnie |        |
| Batoumi           | Georgie         | Aéroport international de Batoumi-Alexandre-Kartveli |                                               | [ 11 ] |
| Dammam            | Arabie saoudite | Aéroport international du roi Fahd                   |                                               |        |
| Ganja             | Azerbaïdjan     | Aéroport international de Gandja                     |                                               | [ 12 ] |
| Gazipaşa          | Turquie         | Aéroport de Gazipaşa-Alanya                          | Vols saisonniers                              | [ 13 ] |
| Istanbul          | Turquie         | Aéroport international Sabiha-Gökçen                 |                                               |        |
| İzmir             | Turquie         | Aéroport Adnan-Menderes                              | Vols saisonniers                              |        |
| Kazan             | Russie          | Aéroport international de Kazan                      |                                               |        |
| Kharkiv           | Ukraine         | Aéroport international de Kharkiv                    |                                               |        |
| Kiev              | Ukraine         | Aéroport international de Kiev (Jouliany)            |                                               | [ 14 ] |
| Lviv              | Ukraine         | Aéroport international de Lviv                       |                                               | [ 15 ] |
| Manama            | Bahreïn         | Aéroport international de Bahreïn                    |                                               | [ 16 ] |
| Mineralnye Vody   | Russie          | Aéroport de Mineralnye Vody                          |                                               |        |
| Moscou            | Russie          | Aéroport international de Vnoukovo                   |                                               |        |
| Odessa            | Ukraine         | Aéroport international d'Odessa                      |                                               | [ 17 ] |
| Riyad             | Arabie saoudite | Aéroport international du roi Khaled                 |                                               | [ 18 ] |
| Saint-Pétersbourg | Russie          | Aéroport de Poulkovo                                 |                                               |        |
| Sofia             | Bulgarie        | Aéroport de Sofia                                    |                                               | [ 19 ] |
| Tbilissi          | Géorgie         | Aéroport international Chota-Roustavéli de Tbilissi  |                                               | [ 20 ] |
| Tehran            | Iran            | Aéroport de Téhéran-Imam Khomeini                    |                                               |        |
| Oufa              | Russie          | Aéroport international d'Oufa                        |                                               | [ 21 ] |

## Flotte

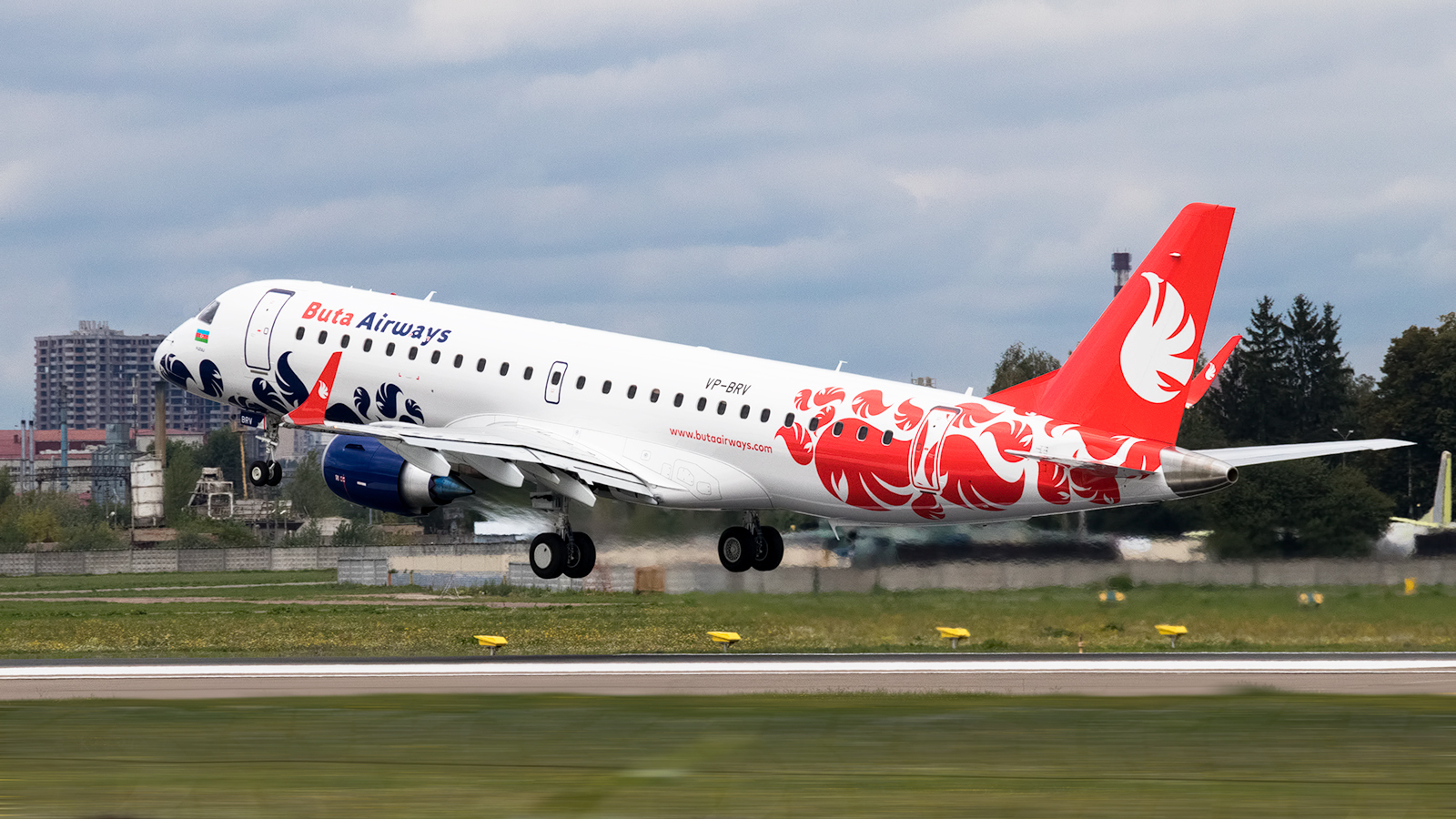
Buta Airways Embraer 190 décollant à Kiev-Jouliany.

En octobre 2020, la flotte de Buta Airways réunit les avions suivants,: